# ホンダ・CBR250R
CBR250R（シービーアールにひゃくごじゅうアール）は、本田技研工業が1987年から2017年に製造販売した、同社のCBRシリーズに属す、排気量250ccクラスのオートバイである。
2017年までに以下の3型式が製造販売された。
- MC17型：1987年 - 1988年
- MC19型：1988年 - 1990年
- MC41型：2010年 - 2017年

本記事では型式ごとに分類して解説を行う。
本記事でMC41型のストローク量を拡大させたCBR300R(国外仕様車)についても取り扱う。

## MC17（1987年）
1987年3月20日発売。ペットネームにハリケーンを附帯する。
MC14型CBR250FOURの追加仕様であるが、車両型式変更であることから実質的な別モデルである一方で、基本設計はMC14型と同一であり車両構造や外装部品では共通部分も多い。

### エンジン
MC14E型水冷4ストローク4バルブカムギアトレーンDOHC直列4気筒エンジンに以下の変更を実施し搭載した。
- キャブレターの口径拡大
- ステンレス製排気管の大容量化
- 吸排気バルブの大径細軸化
- レブリミットを18,000rpmへ引き上げ

### 車体構成
フルカウル化し、タンデムシートを段分割した形状を採用するレーサーレプリカ的デザインを採用するほか以下の特徴を持つ。
- スイングアーム・ステップ廻りにアルミ・ジュラルミン製部品多用による軽量化
- 前輪はダブルディスクブレーキ 後輪はシングルディスクブレーキ 制動力とコントロール性を向上

### 遍歴

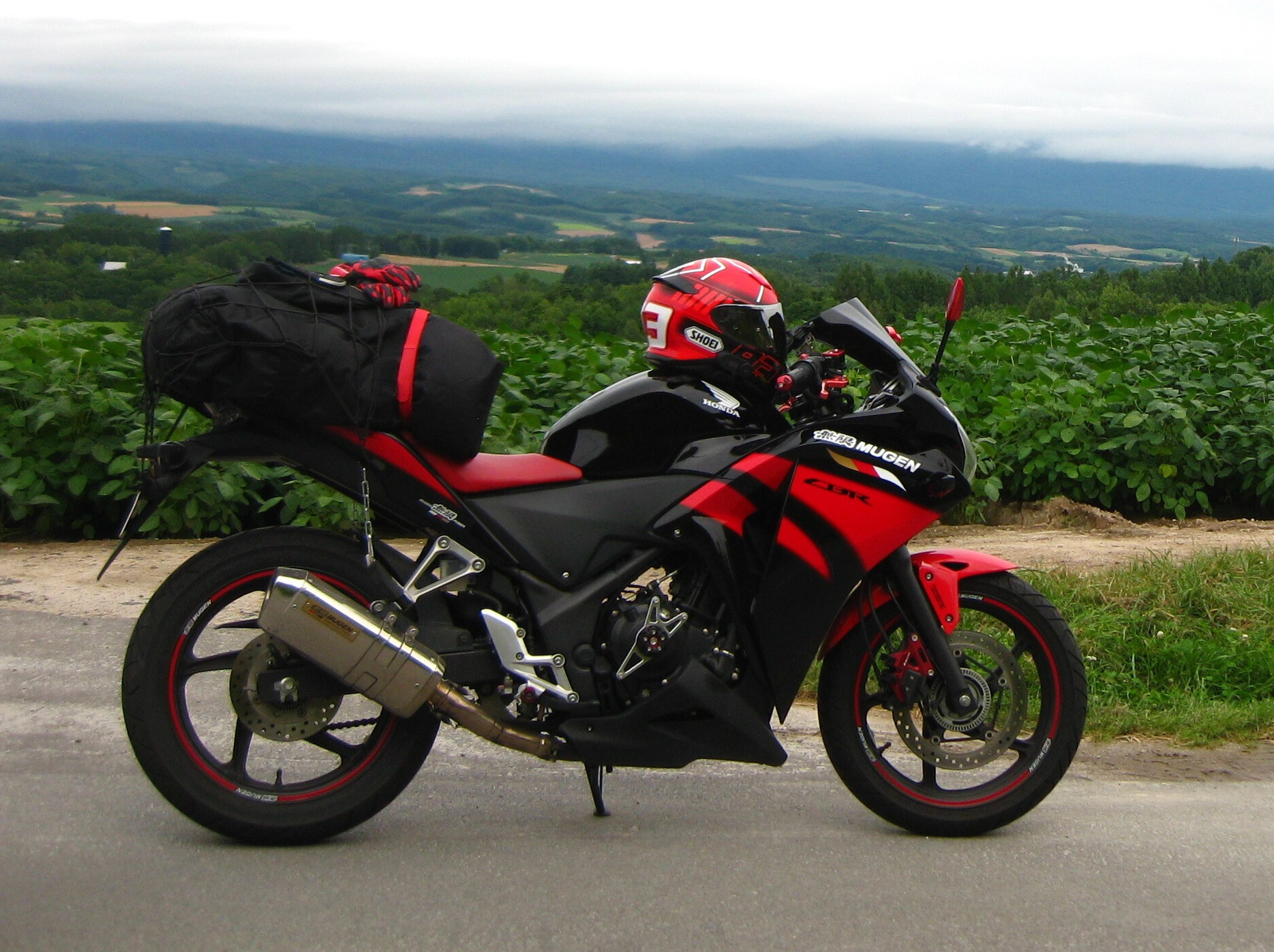
無限モデル

- 1987年2月19日発表 同年3月20日発売[1]

- 同年8月マイナーチェンジ[2]

- 1988年5月後述のMC19型にモデルチェンジされ生産中止

## MC19（1988年）
1988年5月13日にMC17型からフルモデルチェンジされ発売。引き続きハリケーンのペットネームは附帯するが、1989年のマイナーチェンジにより公式には消滅。しかし市場では通称としてハリケーン2が存在する。

### エンジン
MC17型から以下の変更を実施。
- エアクリーナ容量を6Lへ大型化
- キャブレター大口径化
- 燃料ポンプ搭載[注 1]

### 車体構成
CBR400RRのイメージを踏襲した外観とされ、MC17型からは以下の変更が実施された。
- ヘッドライトをデュアル化（60/35Wx2）
- ミラーをアッパーカウルに装着
- 異形5画目の字断面アルミツインチューブフレームを採用
- 後輪サイズを130-70/17→140-70/17に幅広化
- 前輪ディスクブレーキを310mm大径シングル化[注 2]
- 足つき性向上の観点からリアサブフレームの設計見直しでシート高が750mm→720mmに低下
- キャストホイールはVT250SPADAと共通デザイン化

### 遍歴
- 1988年5月12日発表 同月13日発売[3]

- 同年7月カラーバリエーションを追加[4]

- 1989年2月1日発表 同月20日発売[5]

カラーバリエーション全面変更のマイナーチェンジを実施
パールホワイトカラーの追加
ウィングマークならびにロゴを変更
- 1990年3月MC22型CBR250RRにモデルチェンジされ生産中止

## MC41（2011年）
PCXに続き全世界での販売を行なうグローバルモデルとして2010年10月27日に発表。製造はタイ王国バンコクのタイ・ホンダ・マニュファクチュアリングカンパニー・リミテッド（Thai Honda Manufacturing Co., Ltd.）ならびにインドハリヤーナー州マネサールのホンダ・モーターサイクル・アンド・スクーター・インディア（Honda Motorcycle and Scooter India, Private Limited）の2社。
このうちタイで製造され、本田技研工業が輸入事業者となり販売される型式名JBK-MC41の日本仕様車は2011年3月18日より発売されることが同月15日に同月発表された。
グローバルモデル=世界戦略車という位置付けならびに仕向地の免許制度・法規・市場要求などに対応させる目的から、従来から海外向け仕様車として販売されていたCBR125R・CBR150Rも本モデルに併せてほぼ同様の車体へのフルモデルチェンジを実施したほか、2013年には本モデルをベースに排気量を286㏄へアップさせたCBR300Rが追加された。さらに2014年にはコンポーネンツの多くを共有するネイキッドタイプの派生モデルCB250Fが発売された。
- 上述4車のうち、CBR125Rは2013年 - 2015年に本田技研工業から日本国内仕様車が販売され、CBR150Rはエンデュランス社による並行輸入にて日本国内で販売された。

### 車両解説
MC41E型水冷4バルブDOHC単気筒エンジンでオートバイ用DOHCエンジンとして世界初のローラーロッカーアームを採用し、シリンダーの中心からクランクシャフトをオフセットすることによりフリクションロスを低減させた。
単気筒独特の振動を低減するため1次バランサーシャフト・サイレントカムチェーン・メタルクランク軸受けなどを採用した高い静粛性・容量13LのタンクからPGM-FI電子式燃料噴射装置による燃料供給・フルトランジスタ式バッテリー点火装置・O2センサーによるフィードバック制御・排気ガス再燃焼機構・キャタライザー内蔵マフラーにより高い環境性能を実現しており、内径x行程：76.0x55.0（mm）・排気量249㏄・圧縮比10.7から最高出力20kW（27ps）/8,500rpm・最大トルク22.5Nm（2.3kgf・m）/7,000rpmのスペックを発揮、常時噛合式6段マニュアルトランスミッションを介したチェーン駆動により動力伝達を行う。

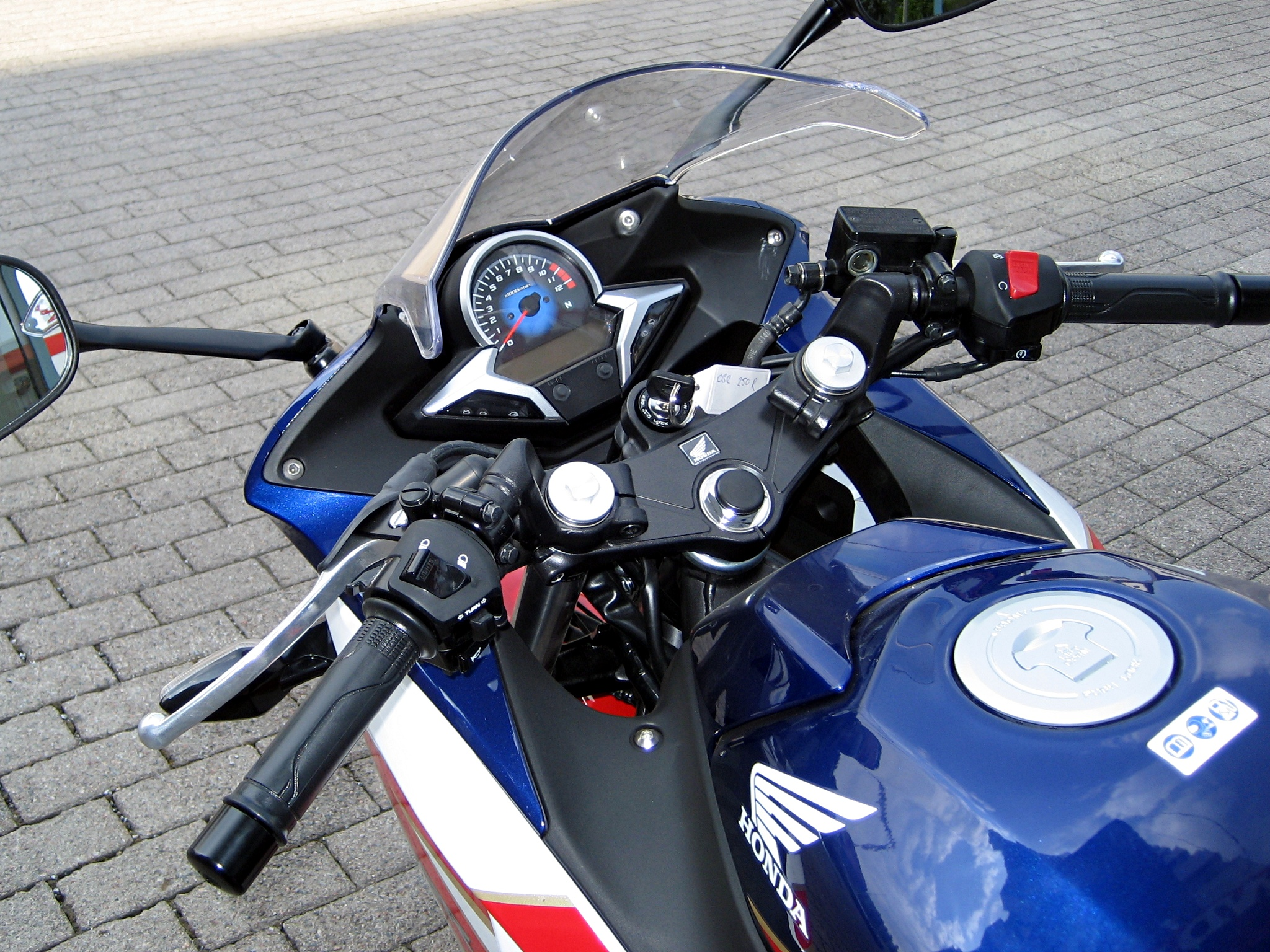
ハンドル・メーター表示部

車体はVFR1200F・CBR1000RRで採用したフルカウルスポーツモデルの最新デザイン理論「マス集中フォルム」を基にしたスタイルである。
フレームは新設計の鋼管トラス構造のダイヤモンド型を採用しており、サスペンションは前輪が37mm径の正立テレスコピック、後輪プロリンク式モノショックによるスイングアームでキャスター角25°30´・トレール量98mm・ホイールベース1,370mmに設定。タイヤは前輪110/70・後輪140/70の17インチとし、ブレーキは前輪296mm・後輪220mmのローター径によるシングルディスクを装着。250ccクラススポーツモデルとして世界初のコンバインドABS装着モデルがタイプ設定された。
また計器類はタコメーターがアナログ針表示、スピード・水温・オド・トリップ・時計がデジタル液晶表示である。
以上の構成から車重は標準モデルで161㎏、ABS装着モデルで165㎏とされた。

### 遍歴
2011年3月15日発表 同月18日発売
車体色は以下の3色を設定。
-          パールスペンサーブルー（トリコロール）
-       キャンディールビーレッド
-       アステロイドブラックメタリック

それぞれにスタンダードとABSタイプの計6種類を設定。
- 希望小売価格

スタンダード：\449,400（消費税込）
ABS：\499,800（消費税込）
2011年モデルカラーバリエーション
| パールスペンサーブルー |  | アステロイドブラックメタリック |  | キャンディールビーレッド |
| パールスペンサーブルー |  | アステロイドブラックメタリック |  | キャンディールビーレッド |

2012年11月12日発表 同月29日発売。
車体色変更による2013年モデルへのマイナーチェンジならびにSpecial Edition（限定仕様車）の追加を実施
- 通常仕様車

         パールヒマラヤズホワイト
      ミレニアムレッド
      ブラック
- Special Edition

      ナイトリックオレンジ（レプソルカラー）
600台限定生産
      キャンディーライトニングブルー（モリワキカラー）
2012年11月12日 - 2013年1月28日期間限定受注生産 2013年2月15日発売
希望小売価格は通常仕様車が据え置きとされたが、限定仕様車がABSのみの設定で\510,300（消費税込）とされた。
2013年1月22日発表 2月15日発売
無限コンプリートモデル「CBR250R＜ABS＞Special Edition」を台数限定（200台）で発売。
希望小売価格は570,150円（消費税込）とされた。
2014年4月18日発表 同月24日発売
2014年モデルへのマイナーチェンジを実施
- 二眼タイプのヘッドライトを採用
- フロントカウル・ミドルカウル・テールカウル・サイドカバー・燃料タンク・スクリーンの形状を変更
- 形状変更によりシート高が780mmに低下
- 吸気系ではインレットダクトとコネクティングチューブ形状ならびにバルブタイミング変更により最高出力21kW（29ps）/9,000rpm・最大トルク23.0Nm（2.3kgf・m）/7,500rpmへ向上
- 燃費を50.1㎞/L（60㎞/h定地走行テスト値）へ向上
- ギア比・1次/2次減速比を変更
- ステンレス製新形状マフラーに変更
- カラーバリエーションを以下の3色に変更

         ロスホワイト
      ミレニアムレッド
      ブラック
*消費税込希望小売価格を以下に変更
スタンダード ミレニアムレッド・ブラック：\498,960
スタンダード ロスホワイト：\515,160
ABS ミレニアムレッド・ブラック：\549,720
ABS ロスホワイト：\565,920
ABS装着車に同年4月18日から6月8日までの期間限定受注で消費税込希望小売価格\576,720とした以下のモデルを限定発売
- Special Edition

      ナイトリックオレンジ（レプソルカラー）
2015年11月13日発表 2016年1月15日発売
基本性能、スペック、価格に変更はなく、ロスホワイトのデザインを変更
- カラーリングの一部変更

　　ロスホワイト「トリコロール」のカラーリングデザインを変更（ロスホワイトの呼称は変わらず）。
　　ロスホワイトを基調に、レッドと、色調が異なる二色のブルーのカラーリングを施す。
　　また新たにゴールドのラインを配し、アンダーカウルをブラックとする。
　　ウインドスクリーン下部に施されたカラーリングの色調を変更
- 　CBR250R＜ABS＞ Special Edition

　　　　受注期間限定（2015年11月13日から12月25日）で2015年12月7日に消費税込希望小売価格\560,520円で発売
　　　      レモンアイスイエロー
　　　      キャンディーエナジーオレンジ
2017年2月9日発表 2017年2月10日発売

基本性能、スペックに変更はなく、ミレニアムレッド、ブラックのデザインを変更
- カラーリングの一部変更
ミレニアムレッドはウイングをモチーフとしたスポーティーなストライプデザインへ変更
ブラックはミドルカウルのCBRロゴを新デザインに変更、アンダーカウルにHondaロゴを追加
両カラーともにシリンダーヘッドカバーとクランクケースカバーを高級感のあるブロンズ色へ変更
ロスホワイトのカラーリングは従来のカラーを継続

*消費税込希望小売価格を以下に変更
スタンダード ブラック：\498,960
スタンダード ミレニアムレッド・ロスホワイト：\515,160
ABS ブラック：\549,720
ABS ミレニアムレッド・ロスホワイト：\565,920

2017年8月31日 - 2016年7月1日に施行された欧州Euro4とWMTCを参考とした規制値および区分の平成28年排出ガス規制に対応させず、平成24年規制に基く継続生産車である本モデルは同日をもって生産終了。

### レースベース車
2014年3月18日にHRCより発売。HRCが主催するワンメイクレースである『CBR250R Dream Cup』への参戦を目的とした競技仕様車で、保安部品を全て取り外しレース専用部品を装着する。

## CBR300R（2013年-）
MC41E型をベースに、ストローク量を55mmから63mmへ拡大し286ccとした国外生産販売モデル。排気量拡大により、最高出力30.8ps/8,500rpm・最大トルク2.7kgf・m/7,250rpmへパワーアップしているほか、変速比や1次/2次減速比がMC41型と異なる。なお、MC41型は2017年に生産終了されているが、本機は2021年時点でも米国で継続販売されている。

## 諸元
| 車名                           | CBR250R                             | CBR250R                          | CBR250R                           | CBR300R                          |
| 型式                           | MC17                                | MC19                             | JBK-MC41                          | ?                                |
| モデルイヤー                   | 1987                                | 1988                             | 2011                              | 2013                             |
| 全長（mm）                     | 2,000                               | 2,020                            | 2,035                             | 2,035                            |
| 全幅（mm）                     | 680                                 | 685                              | 720                               | 720                              |
| 全高（mm）                     | 1,120                               | 1,075                            | 1,120                             | 1,120                            |
| 軸距（mm）                     | 1,365                               | 1,365                            | 1,380                             | 1,380                            |
| 最低地上高（mm）               | 140                                 | 135                              | 145                               | 145                              |
| シート高（mm）                 | 750                                 | 720                              | 780                               | 780                              |
| 車両重量（kg）                 | 155                                 | 154                              | 161【ABS:164】                    | 162【ABS:165】                   |
| 乗車定員（人）                 | 2                                   | 2                                | 2                                 | 2                                |
| 定地走行燃費（km/L）           | 48.5 （50km/h）                     | 41.5 （50km/h）                  | 50.1 〈2名乗車時〉 （60km/h）     | N/A                              |
| WMTCモード値（km/L）           | -                                   | -                                | 32.1 （クラス 3-1） 〈1名乗車時〉 | 30.2(EPA)                        |
| 最小回転半径（m）              | 2.7                                 | 2.9                              | 2.5                               | N/A                              |
| エンジン型式                   | MC14E                               | MC14E                            | MC41E                             | N/A                              |
| エンジン種類                   | 水冷4ストロークDOHC4バルブ4気筒     | 水冷4ストロークDOHC4バルブ4気筒  | 水冷4ストロークDOHC4バルブ単気筒  | 水冷4ストロークDOHC4バルブ単気筒 |
| 総排気量（cm3）                | 249                                 | 249                              | 249                               | 286                              |
| 内径×行程（mm）                | 48.5 × 33.8                         | 48.5 × 33.8                      | 76.0 × 55.0                       | 76.0 × 63.0                      |
| 圧縮比                         | 11.0                                | 11.0                             | 10.7                              | 10.7                             |
| 最高出力（kW[PS]/rpm）         | [45]/15,000                         | [45]/15,000                      | 21[29]/9,000                      | 22.7[30.8]/8,500                 |
| 最大トルク（N・m[kgf・m]/rpm） | [2.6]/10,500                        | [2.6]/10,500                     | 23[2.3]/7,500                     | 27[2.7]/7,250                    |
| 燃料供給装置形式               | キャブレター                        | キャブレター VG05                | 電子制御燃料噴射装置（PGM-FI）    | 電子制御燃料噴射装置（PGM-FI）   |
| 始動方式                       | セルフ式                            | セルフ式                         | セルフ式                          | セルフ式                         |
| 点火装置形式                   | フルトランジスタ式バッテリー点火    | フルトランジスタ式バッテリー点火 | フルトランジスタ式バッテリー点火  | フルトランジスタ式バッテリー点火 |
| 潤滑方式                       | 圧送飛沫併用式                      | 圧送飛沫併用式                   | 圧送飛沫併用式                    | 圧送飛沫併用式                   |
| 潤滑油容量（L）                | 2.7                                 | 2.7                              | 1.8                               | 1.8                              |
| 燃料タンク容量（L）            | 14                                  | 13                               | 13                                | 13                               |
| クラッチ形式                   | 湿式多板コイルスプリング式          | 湿式多板コイルスプリング式       | 湿式多板コイルスプリング式        | 湿式多板コイルスプリング式       |
| 変速機形式                     | 常時噛合式6段リターン               | 常時噛合式6段リターン            | 常時噛合式6段リターン             | 常時噛合式6段リターン            |
| 1速                            | 2.733                               | 2.733                            | 3.416                             | 3.333                            |
| 2速                            | 2.000                               | 2.000                            | 2.250                             | 2.118                            |
| 3速                            | 1.590                               | 1.590                            | 1.650                             | 1.571                            |
| 4速                            | 1.333                               | 1.333                            | 1.350                             | 1.304                            |
| 5速                            | 1.153                               | 1.153                            | 1.166                             | 1.115                            |
| 6速                            | 1.035                               | 1.035                            | 1.038                             | 0.963                            |
| 減速比（1次/2次）              | 2.966/3.142                         | 2.966/3.176                      | 2.807/2.571                       | 2.808/2.714                      |
| キャスター角（度）             | 26゜ 00′                            | 25゜ 00′                         | 25゜ 30′                          | 25゜ 30′                         |
| トレール量（mm）               | 97                                  | 89                               | 98                                | 98                               |
| タイヤ（前）                   | 100/80-17 52H                       | 100/80-17 52H                    | 110/70-17M/C 54S                  | 110/70-17M/C 54S                 |
| タイヤ（後）                   | 130/70-17 62H                       | 140/70-17 66H                    | 140/70-17M/C 66S                  | 140/70-17M/C 66S                 |
| ブレーキ（前）                 | 油圧式ダブルディスク                | 油圧式シングルディスク           | 油圧式シングルディスク            | 油圧式シングルディスク           |
| ブレーキ（後）                 | 油圧式ディスク                      | 油圧式ディスク                   | 油圧式ディスク                    | 油圧式ディスク                   |
| 懸架方式（前）                 | テレスコピック式 (円筒空気バネ併用) | テレスコピック式                 | テレスコピック式                  | テレスコピック式                 |
| 懸架方式（後）                 | スイングアーム式（プロリンク）      | スイングアーム式（プロリンク）   | スイングアーム式（プロリンク）    | スイングアーム式（プロリンク）   |
| フレーム形式                   | ダイヤモンド                        | バックボーン                     | ダイヤモンド                      | ダイヤモンド                     |
| 標準税抜価格                   | \559,000                            | \589,000                         | \462,000～\565,920                | N/A                              |
| ------------------------------ | ----------------------------------- | -------------------------------- | --------------------------------- | -------------------------------- |